# Janina Fialkowska
Janina Fialkowska   (Montreal, 7 de maig de 1951) és una pianista clàssica canadenca. Especialitzada en els repertoris clàssics i romàntics, durant més de trenta anys ha aparegut regularment amb orquestres professionals de tot el món, sovint interpretant la música de compositors polonesos contemporanis, inclosos Lutosławski i Panufnik.

## Biografia
Fialkowska va néixer a Montreal, Quebec, de mare canadenca (Bridget Todd Fialkowski) i pare polonès (Jerzy Fialkowski), enginyer i oficial de l'exèrcit polonès que va emigrar al Canadà el 1945. La seva mare, d'origen escocès-irlandès i Cree, va estudiar piano a la classe d'Alfred Cortot a "l'École Normale de Musique" de Paris (1935–1939). Fialkowska és neta de John Todd, primer professor de parasitologia del Canadà, i besneta d'Edward Clouston, president de l'Associació Canadenca de Banquers. És cosina de l'exministre de gabinet canadenc David Anderson i cosí de l'actor Christopher Plummer.
Fialkowska va començar a estudiar piano als quatre anys amb la seva mare i el 1960 es va matricular a "l'École Vincent-d'Indy" de Mont-real. El 1963, als 12 anys, va debutar com a solista a l'Orquestra Simfònica de Montreal i va començar a estudiar amb Yvonne Hubert. Va cursar els seus estudis secundaris a l'escola de noies de Montreal, "The Study", i es va graduar el 1967. L'any següent, als 17 anys, va obtenir simultàniament estudis universitaris (Baccalauréat) i Maitrise de la Université de Montréal. Durant aquest període, també va estudiar a París amb la virtuosa i professora Yvonne Lefébure (1966, 1968-1969). El 1969 va ser guardonada amb el 1r Premi al "CBC National Radio Competition for Young Performers" (Canadà) i va viatjar ocasionalment a Nova York per estudis privats amb Sasha Gorodnitzki. El 1970 es va establir a Nova York i es va inscriure a la "Juilliard School of Music" com a alumna de Sasha Gorodnitzki, convertint-se posteriorment en la seva ajudant docent del 1979 al 1984.
El 1974, mentre estava inscrita a la facultat de dret de la seva ciutat natal, Mont-real, Fialkowska va participar en el primer Concurs Internacional de Màster de Piano Arthur Rubinstein a Tel-Aviv. Sense saber-ho, un dels jutges li va donar un zero per ajudar el seu propi estudiant a avançar. Però el mateix Rubinstein, que aleshores tenia 87 anys, va quedar impressionat per la seva interpretació. Quan es va assabentar del zero, va amenaçar amb retirar el seu nom de la competició a menys que Fialkowska avançés. Rubinstein es va convertir en el seu mentor i va iniciar la seva carrera internacional, aclamant-la com a "nascuda intèrpret de Chopin".

## Carrera
Les gires de recital en solitari de Fialkowska l'han portat a sales de concerts de tot Europa, els Estats Units, el Canadà i l'Extrem Orient. A Europa, Fialkowska va actuar com a solista amb la "Royal Concertgebouw Orchestra" d'Amsterdam, l'Orquestra Hallé, la London Philharmonic, la "Royal Philharmonic of London", la "BBC Symphony", l'Orquestra Nacional Escocesa, la "Bonn Philharmonic", la "Stuttgart Radio Symphony Orchestra", la La Filharmònica de Varsòvia i "l'Orchester National de France".
Les actuacions de concerts a Amèrica del Nord han inclòs l'Orquestra Simfònica de Chicago, l'Orquestra de Cleveland, l'Orquestra de Filadèlfia, l'Orquestra Simfònica de Pittsburgh, la Filharmònica de Los Angeles, l' Orquestra Simfònica de Montreal, l'Orquestra del Centre Nacional d'Arts del Canadà, la Filharmònica de Calgary, la Simfonia d'Edmonton Orchestra, i la Vancouver Symphony.
Al llarg de la seva carrera, Fialkowska ha actuat amb molts directors coneguts, com Sir Georg Solti, Zubin Mehta, Lorin Maazel, Sir Roger Norrington, Sir Andrew Davis, Bernard Haitink, Hans Graf, Charles Dutoit, Kyril Kondrashin, Leonard Slatkin, Stanislaw Skrowaczewski, Yannick Nézet-Séguin, Thomas Dausgaard i Eiji Oue.
El 1986, per commemorar el centenari de la mort de Franz Liszt, Fialkowska va ser convidat a realitzar els seus estudis transcendentals complets a Nova York, Chicago, Los Angeles, a Londres per a la BBC i al Canadà per a la CBC. El 1990 va ser escollida per interpretar, amb la "Chicago Symphony", l'estrena mundial del recentment descobert Tercer concert per a piano de Franz Liszt.
Fialkowska també ha presentat a l'estrena mundial concerts de piano del compositor nord-americà Libby Larsen, amb l'Orquestra de Minnesota (1991) i del compositor canadenc Marjan Mozetich, amb la "Kingston Symphony" (2000).
El 1992, la Simfonica de Colorado la va convidar a interpretar l'estrena nord-americana del concert per a piano de Sir Andrzej Panufnik. També el 1992, la "Canadian Broadcasting Corporation" va produir un documental televisiu sobre la seva vida i carrera, titulat The World of Janina Fialkowska, que es va emetre a tot el Canadà i que va rebre un premi especial del jurat al Festival Internacional de Cinema de San Francisco.
El gener del 2002, a la vigília d'una gira de concerts europea que englobés vuit països, la carrera de Fialkowska es va aturar de sobte amb el descobriment d'un tumor cancerós agressiu al braç esquerre superior. Després de l'eliminació de la massa maligna el maig del 2002, posteriorment es va sotmetre a un procediment quirúrgic innovador dissenyat per reconstruir el braç que l'excisió del tumor havia fet quasi inútil. Durant els seus divuit mesos de convalescència, va oferir molts concerts a Europa i Amèrica del Nord, interpretant música escrita especialment per a la mà esquerra per Ravel (Concert per a la mà esquerra) i Prokofiev (Concert per a piano núm. 4).), que va adaptar per actuar amb la mà dreta. Tant el públic com la crítica van elogiar el seu coratge i el gran calibre d'aquestes actuacions, per exemple amb l'Orquestra Simfònica de Houston dirigida per Stanislaw Skrowaczewski.
El 2004, Fialkowska va tornar a l'escenari com a pianista a dues mans, primer amb un recital a Alemanya, seguit del quart concert de piano de Beethoven a Toronto. Des de llavors, ha reprès les gires actives al Canadà, els Estats Units, Europa i l'Extrem Orient actuant entre d'altres amb la Filharmònica de Varsòvia, la Simfonia de Montreal, la Simfònica de Toronto, la "Suk Chamber Orchestra Praga", la Simfonia de Vancouver, la Simfonia de Detroit, la Royal Philharmonic Orchestra, l'Orquestra Estatal de Mèxic, "L'orchestra di Camera Italiana", la "Badische Staatskapelle", la Filharmònica d'Osaka i molts altres.
A l'estiu de 2010, Fialkowska va acollir una celebració de les obres de Chopin al Festival del so. El 2018, el seu àlbum Chopin Recital nº. 3 va guanyar el premi Juno a l'àlbum clàssic de l'any.
Fialkowska també ha obtingut elogis per les seves interpretacions de les obres de Chopin i Liszt.

## Vida personal
Janina Fialkowska està casada amb el director musical alemany Harry Oesterle (des del 2001). Tenen llars als Estats Units (Connecticut) i Alemanya (Baviera).

## Piano Six i Piano Plus
Janina Fialkowska va ser la fundadora i primera directora artística de Piano Six, un programa de divulgació educativa sense ànim de lucre dedicat a donar suport a la música clàssica en petites comunitats de tot el Canadà. El 1993, Fialkowska va convèncer cinc coneguts pianistes clàssics canadencs per unir-se a ella en una gira per comunitats perifèriques que poques vegades acullen músics de renom internacional. Per servir al màxim de comunitats possibles, Fialkowska i els altres artistes de Piano Six van acordar actuar per una fracció de les seves tarifes habituals.
Durant la seva dècada de funcionament (1993-2003), aquest programa va enviar els seus artistes a més de 60 gires regionals, arribant a més de 100.000 canadencs de totes les edats amb actuacions en directe, classes magistrals i tallers de professors. El 2004, per tal d'ampliar l'abast de les seves activitats, la llista de Piano Six es va ampliar per incloure músics canadencs dels camps de les cordes i la veu, així com del piano. Sota la bandera de Piano Plus, els artistes associats del nou programa continuen fent gires al Canadà cada temporada.

## Premis i distincions
- Primer premi al concurs de ràdio nacional CBC per a joves intèrprets, 1969.[19]
- Tercer premi al Primer Concurs Internacional de Mestres de Piano Arthur Rubinstein, celebrat a Israel, 1974.[20]
- Oficial de l' Ordre del Canadà, 2001[21]
- Doctorat honoris causa (música), Acadia University Wolfville (Wolfville, Nova Escòcia), 2006[22]
- Paul de Hueck i Norman Walford a la carrera professional per al teclat, 2007.[23]
- Premi del Governador General d'Arts Escèniques a la realització artística de tota la vida, 2012.[24]

## Carrera d'enregistraments
Els enregistraments de Tow of Fialkowska van ser nominats per la indústria musical canadenca per a un premi Juno: el seu CD Fialkowska de 1997 interpreta Szymanowski (ODR 9305) i el seu recital de 1998 de virtuoses peces de saló La Jongleuse (CBC MVCD 1114). El seu enregistrament de Transzendental Études de Liszt (ODR 9332) de 2001 va obtenir el premi Critics "Choice de American Record Guide". També ha enregistrat la Sonata Liszt per a RCA Red Seal i discos de diverses obres de Chopin per a Atma Classique.
El 2007 es va descobrir que alguns enregistraments atribuïts originalment a la pianista difunta Joyce Hatto (1928-2006) contenien temes, inclosos Mephisto Waltz i Venezia e Napoli del CD de Fialkowska de 1990 de les obres de Franz Liszt, que havien estat plagiats d'enregistraments altres artistes. El descobriment d'aquests temes plagiats va provocar un dels majors escàndols del negoci de la gravació de música clàssica.

## Discografia
Orchestral / Concerts

- WAMozart: Concerts per a piano, núm. 11 i 12 (versió de cambra). Amb The Chamber Players of Canada. Atma Classique SACD2 2531. (2007)
- Frédéric Chopin: Concerts (versió de cambra). Amb The Chamber Players of Canada. Atma Classique SACD2 2291. (2005)
- Franz Liszt: Concerts per a piano. Amb la Filharmònica de Calgary, cond. Hans Graf. CBC Records, SMCD 5202. (2000)
- Paderewski: Concert per a piano; Fantaisie polonaise. Naxos 8.554020. (1999)
- Memòries de Polònia: Chopin, Moszkowski, Koprowski. CBC Records, SMCD 5140. (1995)

Àlbums en solitari

- Chopin: Llibre II (sonates, impromptus) (2001)
- Transcendental Liszt: Transcendental Études (complet). Openings Day Recordings, ODR 9332. (2000)
- Fialkowska interpreta Chopin: The Études, opp. 10 i 25. Openings Day Recordings, ODR 9312. (1998)
- La Jongleuse: peces i salons del saló CBC Records, MVCD 1114. (1998)
- Fialkowska interpreta Szymanowski: 4 études; Variacions sobre un tema folklòric polonès; Métopes; 2 Mazurques. Openings Day Recordings, ODR 9305. (1995)
- Franz Liszt: Peces per a piano sol. CBC Records MVCD 2-1035. (1990)
- Presentació de Janina Fialkowska: obres de piano en solitari de Liszt. Segell vermell RCA FRL1-1042. (1977)[27]
- Janina Fialkowska interpreta Chopin. Segell RCA RL-37071 (1977)[27]

Col·laborador

- Cap però el cor solitari: romanços russos. Amb la soprano Joanne Kolomyjec. CBC Records, MVCD 1144. (2001)
- Brahms / Schumann: Lieder. Amb el baix baríton Daniel Lichti. Openings Day Recordings, ODR 9311. (1997)
- Schubert: Schwanengesang. Amb el baix baríton Daniel Lichti. Openings Day Recordings, ODR 9302. (1994)